# Tirreno-Adriatico 2000
De Tirreno-Adriatico 2000 was de 35e editie van deze Italiaanse etappekoers. De wedstrijd werd tussen 8 en 15 maart verreden. De titelverdediger was de Italiaan Michele Bartoli. Deze editie werd gewonnen door de Spanjaard Abraham Olano.

## Etappe-overzicht
| Etappe | Datum    | Start - Finish                                      | Afstand | Type                | Winnaar           | Klassementsleider |
| ------ | -------- | --------------------------------------------------- | ------- | ------------------- | ----------------- | ----------------- |
| 1      | 8 maart  | Sorrento – Sorrento                                 | 131 km  | Vlakke rit          | Óscar Freire      | Óscar Freire      |
| 2      | 9 maart  | Sorrento – Aversa                                   | 189 km  | Vlakke rit          | Ján Svorada       | Romāns Vainšteins |
| 3      | 10 maart | Aversa – Santuario di Castelpetroso                 | 160 km  | Heuvelrit           | Laurent Jalabert  | Laurent Jalabert  |
| 4      | 11 maart | Isernia – Luco dei Marsi                            | 207 km  | Vlakke rit          | Erik Zabel        | Laurent Jalabert  |
| 5      | 12 maart | Ascoli Piceno – Ascoli Piceno                       | 26,5 km | Individuele tijdrit | Abraham Olano     | Abraham Olano     |
| 6      | 13 maart | Montegranaro – Monte San Giusto                     | 149 km  | Vlakke rit          | Óscar Freire      | Abraham Olano     |
| 7      | 14 maart | Teramo - Torricella Sicura                          | 214 km  | Heuvelrit           | Michael Boogerd   | Abraham Olano     |
| 8      | 15 maart | San Benedetto del Tronto – San Benedetto del Tronto | 166 km  | Vlakke rit          | Romāns Vainšteins | Abraham Olano     |

## Eindklassement
| Algemeen klassement |                       |                         |           |
| Plaats              | Naam                  | Ploeg                   | Tijd      |
| Blauwe trui         | Abraham Olano         | O.N.C.E.                | 33h17'36" |
| 2                   | Jan Hruška            | Vitalicio Seguros       | +10"      |
| 3                   | Juan Carlos Domínguez | Vitalicio Seguros       | +18"      |
| 4                   | Laurent Jalabert      | O.N.C.E.                | +38"      |
| 5                   | Marco Serpellini      | Lampre-Daikin           | +46"      |
| 6                   | Jens Voigt            | Crédit Agricole         | +52"      |
| 7                   | Marc Wauters          | Rabobank                | +55"      |
| 8                   | David Plaza           | Festina-Lotus           | +1'02"    |
| 9                   | Gabriele Colombo      | Cantina Tollo-Regain    | +1'04"    |
| 10                  | Romāns Vainšteins     | Vini Caldirola-Sidermec | +1'23"    |

1966 · 1967 · 1968 · 1969 · 1970 · 1971 · 1972 · 1973 · 1974 · 1975 · 1976 · 1977 · 1978 · 1979 · 1980 · 1981 · 1982 · 1983 · 1984 · 1985 · 1986 · 1987 · 1988 · 1989 · 1990 · 1991 · 1992 · 1993 · 1994 · 1995 · 1996 · 1997 · 1998 · 1999 · 2000 · 2001 · 2002 · 2003 · 2004 · 2005 · 2006 · 2007 · 2008 · 2009 · 2010 · 2011 · 2012 · 2013 · 2014 · 2015 · 2016 · 2017 · 2018 · 2019 · 2020 · 2021 · 2022 · 2023 · 2024· 2025